# Limnonectes bannaensis
Limnonectes bannaensis är en groddjursart som beskrevs av Ye, Fei och Jiang 2007. Limnonectes bannaensis ingår i släktet Limnonectes och familjen Dicroglossidae. Inga underarter finns listade i Catalogue of Life.